# والکینینکای
والکینینکای (به لاتین: Valkininkai) یک شهرک در لیتوانی است که در شهرستان آلیتوس واقع شده‌است. والکینینکای ۲۲۹ نفر جمعیت دارد.